# Leimiswil
Leimiswil är en ort i kommunen Madiswil i kantonen Bern, Schweiz. 
Leimiswil var tidigare en självständig kommun, men den 1 januari 2011 inkorporerades kommunen i Madiswil.